# Чаплинская поселковая община
Чаплинская поселковая община (укр. Чаплинська селищна громада) — территориальная община в Каховском районе Херсонской области Украины.
Создана в ходе административно-территориальной реформы 31 августа 2016 года на территории упразднённого Чаплинского района путём объединения Чаплинского поселкового совета и Балтазаровского, Кучерявовладимировского, Магдалиновского, Першоконстантиновского, Скадовского и Червонополянского сельских советов. Всего община включила 1 посёлок и 17 сёл. Своё название община получила от названия административного центра, где размещены органы власти — посёлка Чаплинка.
Население общины на момент создания составляло 16162 человека, площадь общины 580,39 км².

## Населённые пункты
В состав общины входят посёлок Чаплинка, сёла Балтазаровка, Андреевка, Белоцерковка, Благодатное, Кучерявовладимировка, Кудрявое, Магдалиновка, Морозовка, Новое, Новый Гай, Першоконстантиновка, Преображенка, Рачевка, Скадовка, Червоная Поляна, Червоный Яр, Чёрная Долина.

## История общины
В апреле 2019 года решением поселкового совета общины был утвержден Устав общины.
В июле 2020 года Чаплинский район в рамках административно-территориальной реформы был ликвидирован, и община вошла в состав созданного Каховского района.
С марта 2022 года община находится под российской оккупацией в ходе вторжения России в Украину.